# Real Racing
Real Racing es un videojuego de carreras desarrollado por Firemint para iOS. Fue lanzado el 8 de junio de 2009 para iPhone y iPod Touch, y más tarde otra versión fue lanzada para iPad. Debido a su éxito, el juego dio lugar a dos secuelas; Real Racing 2 en 2010 y Real Racing 3 en 2013.

## Jugabilidad
El jugador tiene cinco métodos de control diferentes entre los que elegir: el método A presenta dirección con acelerómetro (inclinando el dispositivo físico hacia la izquierda para girar a la izquierda y hacia la derecha para girar a la derecha), aceleración automática y freno manual; El método B cuenta con dirección con acelerómetro, aceleración manual y freno manual; El método C presenta tocar para dirigir (donde el jugador toca el lado izquierdo de la pantalla táctil para girar a la izquierda y el lado derecho para girar a la derecha), aceleración automática y freno manual; El método D cuenta con un volante virtual en pantalla para dirigir, acelerar automáticamente y frenar manualmente; El método E cuenta con un volante virtual para dirigir, aceleración manual y freno manual. Dentro de cada una de estas opciones, el jugador puede modificar la cantidad de asistencia de frenado. En los métodos A y B, la sensibilidad del acelerómetro también se puede modificar.
En el modo carrera, el jugador comienza con una sola carrera disponible; un "clasificatorio Hatch", en el que deben completar una sola vuelta en menos de un minuto y quince segundos para calificar para la siguiente carrera. A medida que se borra cada carrera, la siguiente está disponible. El juego se divide en cuatro secciones, determinadas por el tipo de automóvil; "Hatch", " Sedan", "Muscle" y "Exotic". Cada sección se divide además en tres niveles de dificultad; La "Clase C" es la más fácil, seguida de la "Clase B", siendo la "Clase A" la más difícil. Las carreras profesionales pueden incluir hasta cinco oponentes de IA .
Otras formas de jugar incluyen una carrera rápida, pruebas de tiempo abiertas (que están conectadas a tablas de clasificación en línea utilizando la tecnología Cloudcell de Firemint), multijugador local y ligas de prueba online. También está disponible un modo multijugador en línea para seis jugadores.

## Autos y ubicaciones
Hay cuarenta y ocho autos diferentes para elegir en el juego, aunque con la excepción de dos Volkswagen GTI, ninguno tiene licencia oficial. Hay doce pistas ficticias diferentes en las que correr.

## Real Racing GTI
En octubre de 2009, Firemint lanzó Real Racing GTI, una versión gratuita de edición limitada del juego completo. Este se creó en cooperación con Volkswagen como una forma de promover su modelo GTI 2010 recién presentado . El juego presentaba solo tres pistas y seis autos seleccionables, todos los modelos de GTI. Concebido originalmente por AKQA, GTI demostró ser un gran éxito, con más de cuatro millones de descargas.

## Recepción
Real Racing ha recibido elogios de la crítica. Tiene un puntaje agregado de 88 sobre 100 en Metacritic, basado en cuatro revisiones, y 96% en GameRankings, basado en seis revisiones.
Levi Buchanan de IGN le dio al juego 9 de cada 10, diciendo "Real Racing es el mejor juego de carreras en la App Store en este momento. Su combinación letal de IA es incomparable, imágenes excepcionales y características de la comunidad animadas dejan a la competencia ahogada en su escape vapores. "Jeff Scott de 148Apps puntuó el juego con 5 de 5, calificándolo como el "mejor corredor de todos los tiempos", con un elogio particular por los gráficos; "Las imágenes son absolutamente fantásticas. Perfectamente renderizado y maravillosamente fluido, este podría ser el juego más atractivo que hemos visto hasta ahora en el iPhone".  Appvee también puntuó el juego con 5 de 5, diciendo que era "el juego de carreras más realista para iPhone hasta ahora".
Tracy Erickson, de Pocket Gamer, puntuó el juego con 9 de 10, otorgándole un "Premio de oro" y calificándolo de "un sabor efervescente de carreras de simulación que es tan clásico como inventivo [...] un juego sofisticado y enfocado que da en el clavo". Quedaron particularmente impresionados con los gráficos, que dijeron que "son sin duda alguna el mejor juego de iPhone hasta ahora. Real Racing establece un nuevo y elevado estándar en fidelidad visual". Joe Hunt de Slide to Play puntuó el juego con 4 de 4, diciendo "Tan ambicioso como cualquier cosa en la App Store [...] es increíblemente realista en todos los aspectos de su diseño y es fácilmente uno de los mejores juegos en el iPhone hasta la fecha". El juego ganaría el premio "Juego del año 2009" de Slide to Play.
Nacho Andrade de TouchGen le otorgó al juego 5 de 5 y un premio "Editor's Choice", comentando que " Real Racing es el mejor juego de carreras para iPhone hasta ahora, sin excepción". Quedaron especialmente impresionados con los aspectos técnicos del juego; "los gráficos son geniales, pero creo que lo que se destaca aún más es la destreza técnica de este juego [...] Durante el juego notarás lo rápido que es todo, la velocidad de fotogramas es muy suave sin ralentizaciones [...] El juego está tan bien diseñado que crea una experiencia que tal vez no hubiera creído posible en el iPhone ". Llegaron a la conclusión de que " Real Racing es una experiencia de carreras de iPhone incomparable.